# Природно-заповідний фонд Бобровицького району
Природно-заповідний фонд Бобровицького району включає 32 об'єкти. Всі вони місцевого значення.
| № реєстрації | Назва               | Площа, га | Категорія                  | Підстава (рішення)                                 | Розташування                                                                                       | У віданні кого перебуває                                  |
| ------------ | ------------------- | --------- | -------------------------- | -------------------------------------------------- | -------------------------------------------------------------------------------------------------- | --------------------------------------------------------- |
| 2/15-578     | Старобасанське      | 278       | гідрологічний заказник     | Чернігівського облвиконкому від 27.12.1979 р. №561 | село Стара Басань, село Ярославка                                                                  | Старобасанської, Ярославської сільських рад               |
| 2/1 - 578    | Кобижчанська дача   | 1684      | ботанічний заказник        | Чернігівської обласної ради від 27.12.2001 р.      | кв. 1, 2, 42-48, 56-62, 69-76, 102-106 Кобижчанського лісництва ДП "Ніжинське лісове господарство" | Ніжинського держлісгоспу                                  |
| 2/21 - 578   | Марківецький дуб    | 0,01      | ботанічна пам'ятка природи | Чернігівського облвиконкому від 27.04.1964 р. №236 | кв. 84Коляжинського лісництва ДП "Ніжинське лісове господарство"                                   | Ніжинського держлісгоспу                                  |
| 2/9 - 578    | Кімове              | 18        | гідрологічний заказник     | Чернігівського облвиконкому від 27.12.1984 р. №454 | кв. 41, 53, 54 Новоселицького лісництва ДП "Ніжинське лісове господарство"                         | Ніжинського держлісгоспу                                  |
| 2/11 - 578   | Лелечине            | 13        | гідрологічний заказник     | Чернігівського облвиконкому від 27.12.1984 р. №454 | кв. 25, 33 Новоселицького лісництва ДП "Ніжинське лісове господарство"                             | Ніжинського держлісгоспу                                  |
| 2/33 - 578   | Новоселицька дача   | 150       | ботанічний заказник        | Чернігівської обласної ради від 27.12.2001 р.      | кв. 66. 67, 68 Новоселицького лісництва ДП "Ніжинське лісове господарство"                         | Ніжинського держлісгоспу                                  |
| 2/16-578     | Студачкове          | 22        | гідрологічний заказник     | Чернігівського облвиконкому від 27.12.1984 р. №454 | кв. 10 Новоселицького лісництва ДП "Ніжинське лісове господарство"                                 | Ніжинського держлісгоспу                                  |
| 2/13 - 578   | Подаровське         | 17        | гідрологічний заказник     | Чернігівського облвиконкому від 27.12.1984 р. №454 | кв. 8, 9 Новоселицького лісництва ДП "Ніжинське лісове господарство"                               | Ніжинського держлісгоспу                                  |
| 2/22 - 578   | Діброва             | 48        | заповідне урочище          | Чернігівського облвиконкому від 27.04.1964 р. №236 | кв. 5 Новоселицького лісництва ДП "Ніжинське лісове господарство"                                  | Ніжинського держлісгоспу                                  |
| 2/31 - 578   | Лутава              | 77        | ботанічний заказник        | Чернігівської обласної ради від 27.12.2001 р.      | кв. 30 Новоселицького лісництва ДП "Ніжинське лісове господарство"                                 | Ніжинського держлісгоспу                                  |
| 2/23-578     | Дідове              | 57        | заповідне урочище          | Чернігівського облвиконкому від 27.04.1964 р. №236 | кв. 90 Новоселицького лісництва ДП "Ніжинське лісове господарство"                                 | Ніжинського держлісгоспу                                  |
| 2/27 - 578   | Свята криниця       | 0,1       | гідрологічна пам'ятка      | Чернігівської обласної ради від 14.05.1999 р.      | с. Старий Биків Бобровицького району                                                               | Новобиківської селищної ради                              |
| 2/26 - 578   | Липа Павла Тичини   | 0,01      | ботанічна пам'ятка природи | Чернігівської обласної ради від 14.05.1999 р.      | с. Піски Бобровицького району                                                                      | Пісківської сільської ради                                |
| 2/125 - 578  | Дуб Павла Тичини    | 0,01      | ботанічна пам'ятка природи | Чернігівської обласної ради від 14.05.1999 р.      | с. Піски Бобровицького району                                                                      | Пісківської сільської ради                                |
| 2/30 - 578   | Коляжинська дача    | 237       | ботанічний заказник        | Чернігівської обласної ради від 27.12.2001 р.      | кв. 30, 31, 32, 43 Коляжинського лісництва ДП "Ніжинське лісове господарство"                      | Ніжинського держлісгоспу                                  |
| 2/4- 578     | Бурчак              | 113       | гідрологічний заказник     | Чернігівського облвиконкому від 27.12.1979 р. №561 | с. Кобижча Браниця Бобровицького району                                                            | Браницької, Кобижчанської сільських рад                   |
| 1/18-578     | Турчинове           | 14        | гідрологічний заказник     | Чернігівського облвиконкому від 27.12.1984 р. №454 | кв. 37-38 Коляжинського лісництва ДП "Ніжинське лісове господарство"                               | Ніжинського держлісгоспу                                  |
| 2/24-578     | Миничигін ріг       | 190       | заповідне урочище          | Чернігівського облвиконкому від 27.04.1964 р. №236 | кв. 67, 68 Кобижчанського лісництва ДП "Ніжинське лісове господарство"                             | Ніжинського держлісгоспу                                  |
| 2/6 - 578    | Грабівське          | 137       | гідрологічний заказник     | Чернігівського облвиконкому від 27.12.1984 р. №454 | кв. 42-44, 57-61, 71 Кобижчанського лісництва ДП "Ніжинське лісове господарство"                   | Ніжинського держлісгоспу                                  |
| 2/8 - 578    | Зміїне              | 15        | гідрологічний заказник     | Чернігівського облвиконкому від 27.12.1984 р. №454 | кв. 42, 43 Кобижчанського лісництва ДП "Ніжинське лісове господарство"                             | Ніжинського держлісгоспу                                  |
| 2/10 - 578   | Козарське           | 43        | гідрологічний заказник     | Чернігівського облвиконкому від 27.12.1984 р. №454 | кв. 66, 82, 83 Кобижчанського лісництва ДП "Ніжинське лісове господарство"                         | Ніжинського держлісгоспу                                  |
| 2/20 - 578   | Кобижчанська дача-2 | 610       | ландшафтний заказник       | Чернігівського облвиконкому від 04.12.1978 р. №529 | кв. 24-40 Кобижчанського лісництва ДП "Ніжинське лісове господарство"                              | Ніжинського держлісгоспу                                  |
| 2/2 - 578    | Лиса гора           | 217       | ботанічний заказник        | Чернігівського облвиконкому від 04.12.1978 р. №529 | кв. 17-20 Коляжинського лісництва ДП "Ніжинське лісове господарство"                               | Ніжинського держлісгоспу                                  |
| 2/7- 578     | Грабівщина          | 43        | гідрологічний заказник     | Чернігівського облвиконкому від 27.12.1984 р. №454 | кв. 63, 64 Кобижчанського лісництва ДП "Ніжинське лісове господарство"                             | Ніжинського держлісгоспу                                  |
| 2/12 - 578   | Окське              | 25        | гідрологічний заказник     | Чернігівського облвиконкому від 27.12.1984 р. №454 | кв. 50, 51 Кобижчанського лісництва ДП "Ніжинське лісове господарство"                             | Ніжинського держлісгоспу                                  |
| 2/19-578     | Черепаха            | 29        | гідрологічний заказник     | Чернігівського облвиконкому від 27.12.1984 р. №454 | кв. 4, 50 Кобижчанського лісництва ДП "Ніжинське лісове господарство"                              | Ніжинського держлісгоспу                                  |
| 2/14- 578    | Свидовецький        | 893       | гідрологічний заказник     | Чернігівського облвиконкому від 27.12.1979 р. №561 | с. Свидовець, с. Веприк, с. Вороньки, с. Новий Биків Бобровицького району                          | Свидовецької, Веприківської, Вороньківської сільських рад |
| 2/17-578     | Болото "Супій"      | 209       | гідрологічний заказник     | Чернігівського облвиконкому від 27.12.1979 р. №561 | с. Новий Биків Бобровицького району                                                                | Новобиківської селищної ради                              |
| 2/27 - 578   | Свята криниця       | 0,1       | гідрологічна пам'ятка      | Чернігівської обласної ради від 14.05.1999 р.      | с. Піски Бобровицького району Пісківської сільської ради                                           | Пісківської сільської ради                                |
| 2/3 - 578    | Біле                | 304       | гідрологічний заказник     | Чернігівського облвиконкому від 27.12.1984 р. №454 | кв. 47, 48, 63, 63, 75, 76, 64 Кобижчанського лісництва ДП "Ніжинське лісове господарство"         | Ніжинського держлісгоспу                                  |
| 2/1 - 578    | Кобижчанська дача-1 | 200       | ботанічний заказник        | Чернігівського облвиконкому від 04.12.1978 р. №529 | кв. 21, 22, 28, 30 Кобижчанського лісництва ДП "Ніжинське лісове господарство"                     | Ніжинського держлісгоспу                                  |
| 2/5 - 578    | Велике              | 23        | гідрологічний заказник     | Чернігівського облвиконкому від 27.12.1984 р. №454 | кв. 41-43 Коляжинського лісництва ДП "Ніжинське лісове господарство"                               | Ніжинського держлісгоспу                                  |